# Hetagurov
Hetagurov je priimek več oseb:
- Georgij Ivanovič Hetagurov, sovjetski general
- Kosta Hetagurov, osetski književnik